# Микаелян, Карен
Карен Микаелян (арм. Կարեն Միքայելյան ) (род. 18 мая 1932, Эривань) ― армянский политик, дипломат, общественный деятель и публицист.

## Биография
Родился 18 мая 1932 года в Эривани, Армянская ССР. Его отец родился в Алашкерте (Западная Армения, Османская империя), мать - в Ошакане (Восточная Армения, Российская империя). Закончил среднюю школу в российском городе Сорокино, Алтайский край, куда его семья была депортирована среди других многочисленных армянских семей в период сталинских репрессий. 
В 1956 году Микаелян окончил инженерный факультет Ереванского политехнического института по специальности «Машиностроение». В 1974 году окончил факультет международной экономики Всесоюзной академии внешней торговли, целью которого была подготовка советских дипломатов для работы в международных организациях.

## Профессиональная карьера
С 1956 по 1966 год работал инженером-конструктором на заводе автоматических линий в Минске и на заводе сверлильных станков в Лусаване (Армения). С 1966 по 1971 год работал в Госплане Правительства Армянской ССР начальником отдела материальных средств. С 1974 по 1976 и с 1981 по 1991 год, работал в Государственном комитете по науке и технике в Совете Министров СССР в качестве руководителя бюро научно-технического сотрудничества с зарубежными странами.
С 1976 по 1981 год работал в Организации Объединенных Наций по промышленному развитию (ЮНИДО) в Вене (Австрия) руководителем отдела с профессиональным уровнем P5 и отвечал за организацию промышленной поддержки развивающихся стран Восточной Европы и Юго-Восточной Азии. За время своего пребывания в должности он завершил многомиллионные программы, выделенные Программой развития Организации Объединенных Наций (ПРООН) для проектов промышленного строительства во Вьетнаме, Монголии и Афганистане.
С 1991 по 1996 год был сначала заместителем председателя, а затем исполняющим обязанности председателя Комитета по связям с армянской диаспорой при правительстве Армении. Целью его назначения было содействие реорганизации и реструктуризации армянской диаспоры с целью формирования и развития так называемого армянского фактора в международной политике. В 1994 году способствовал созданию Конфедерации армянских общин со штаб―квартирой в городе Симферополь (Крым) и публикации периодической вестнике Конфедерации Всемирного армянского конгресса.
При Комитете по связям с армянской диаспорой учредил официальную ежемесячную газету «Аютюн», во втором номере которой Микаелян опубликовал статью, в которой обсуждалась необходимость созыва Всеармянского всемирного конгресса.

## Общественная деятельность
В 1996 году Микаелян выступил с инициативой созвать Третий Конгресс западных армян, состоящий из потомков османских армян, граждан Османской империи армянской национальности, с целью создания полномочного и представительного органа западных армян в изгнании . Первый и Второй съезды западных армян проходили в Эривани в 1917 и 1919 годах соответственно.
В 1997 году избран исполнительным директором Международного организационного комитета по подготовке и проведению Третьего Конгресса западных армян. [8]
10–11 декабря 2011 года  состоявшийся в Севре (Париж, Франция)  Третий Конгресс западных армян учредил полномочный и представительный орган западных армян ― Национальный конгресс западных армян (NCWA). Карен Микаелян избран заместителем.
Целью организации была провозглашена защита интересов и восстановление нарушенных прав западных армян, а также получение репараций и компенсаций за моральный, человеческий, материальный и территориальный ущерб, нанесенный во время геноцида армян.
Микаелян также является сопредседателем Ассоциации земляков западных армян Москвы..

## Публикации
В целях содействия формированию современной армянской национальной и общественной мысли, Микаэлян возобновил московское издание общественно-политического журнала Армянский Вестник, где он писал статьи, посвященных армянскому вопросу.
С целью пропаганды политической доктрины российских демократических патриотов Микаелян инициировал публикацию Манифеста демократов и государственников, который появился в Независимой газете 16 сентября 1997 года. Микаелян также возобновил выпуск общественно-политического журнала «Гражданин», где публиковались статьи по русским политическим исследованиям.

## Взгляды
Карен Микаелян выступает за формирование армянского национального и государственного политического мышления, основанного на критическом анализе исторического пути, пройденного с середины XIX века до наших дней, особенно в период Армянского освободительного движения, известного как один из самых роковых периодов в истории армянского народа.
В своих статьях Карен Микаелян исследует действия носителей и последователей идеологии западноармянской революции (по определению армянского историка Лео), которые не смогли предотвратить национальную катастрофу Медс Егерн. Он также анализирует причины потери суверенитета Первой Армянской республики с последующим расчленением ее территорий в результате совместной большевистско-кемалистской агрессии в 1920-21 годах. 
Автор статей об истоках карабахского конфликта и его экспертные рекомендации по разрешению конфликта в рамках еще не решенного армянского вопроса. Идеологическая основа его взглядов на карабахскую проблему заключается в том, что он считает началом конфликта не 1989 год, как это принято считать, а 1921 год, с незаконным актом советского правительства, которое передало Нагорный Карабах Азербайджанской ССР.
Таким образом, он видит путь освобождения Карабаха не через национальное самоопределение и последующее создание второй армянской республики, а как акт воссоединения разделенной армянской нации и частичного восстановления территориальной целостности армянского государства.
Возродив российский журнал «Гражданин», Микаелян стремился актуализировать проблему преемственности российской государственности, разрушенной в результате переворота в октябре 1917 года.
По мнению  Микаеляна, в результате государственного переворота в октябре 1917 года в бывших провинциях Российской империи были созданы искусственно созданные Советские Социалистические республики - фактически подчиненные государства, интегрированные в унитарное союзное государство, с незаконно определенными границами, которые после распада Советского Союза стал источником многочисленных этнических и территориальных конфликтов на постсоветском пространстве. В этом он видит и причины потери десятков тысяч квадратных километров исторических российских территорий, на которых проживает более 25 миллионов этнических русских.
Микаелян видит необходимость в формировании финансовой и политической власти, которая должна представлять собой альянс формирующегося национального капитала и национально ориентированных российских интеллектуалов, способных консолидировать нацию вокруг идеи возрождения и развития свободной, независимой и прогрессивной России, через полную политическую, культурную и идеологическую полную десоветизацию, которая могла бы помочь России занять свое законное место в процессе развития более гуманного и справедливого мирового порядка.